# The People I Love
The People I Love ist ein Jazzalbum des Steve Lehman Trio mit Craig Taborn. Die Aufnahmen entstanden größtenteils am 14. und 15. Mai 2019 im Samurai Hotel, Astoria, New York sowie am 17. September 2018 im Jeff Parker Studio in Altadena, Kalifornien („A Shifting Design“). Es erschien am 30. August 2019 bei Pi Recordings.

## Hintergrund
Lehman spielt mit seinem Team neben Eigenkompositionen eine Reihe von Kompositionen seiner Kollegen, darunter Kenny Kirklands „Chance“, Jeff „Tain“ Watts’ „The Impaler“ und Kurt Rosenwinkels „A Shifting Design“. Diesem stehen einige überarbeitete Versionen von Kompositionen aus Lehmans Katalog gegenüber, die ursprünglich mit Quartetten, Quintetten und einem Oktett aufgenommen worden sind, so ist auf dem Album eine Überarbeitung von „Curse Fraction“ aus seiner Quintettaufnahme auf On Meaning (Pi Recordings, 2007).
Der Titel für The People I Love stammt aus einem Interview 2010 mit dem Vibraphonisten Bobby Hutcherson, einem langjährigen Freund und Mitarbeiter von Lehmans wichtigstem Mentor Jackie McLean:
„Als ich jünger war, dachte ich, dass Musik an erster Stelle steht. Und jetzt, wo ich älter geworden bin, merke ich, dass es nur ein Spiegelbild der Bilder der Menschen ist, die ich liebe und mit Gott zusammen bin.“
When I was younger, I thought music came first. And now that I’ve gotten older, I realize it’s only a reflection of the images of the people I love and being with God.

## Titelliste

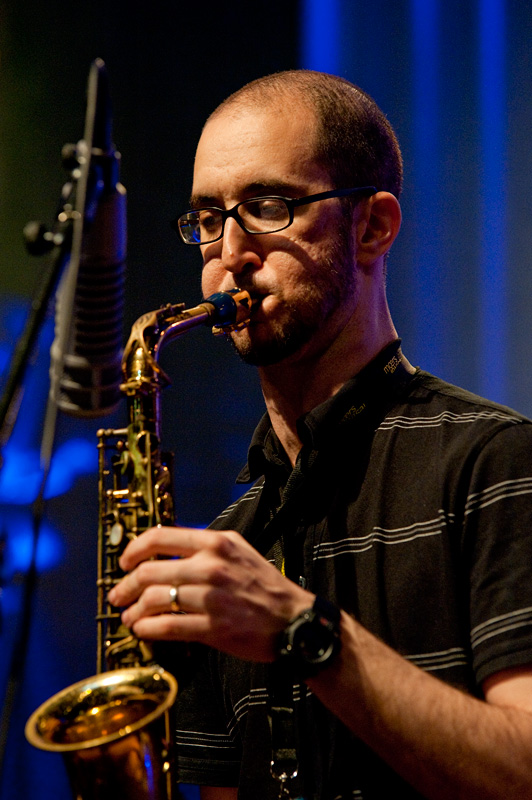
Steve Lehman 2010

- Steve Lehman: The People I Love (Pi Tecordings)[3]

1. Prelude (Craig Taborn, Steve Lehman) 1:40
2. Ih Calam and Ynnus(Steve Lehman) 5:54
3. Curse Fraction (Steve Lehman) 5:13
4. qPlay (Autreche, Robert John Brown, Sean Anthony Booth) 4:24
5. Interlude (Craig Taborn, Steve Lehman) 1:04
6. A Shifting Design (Kurt Rosenwinkel) 3:57
7. Beyond All Limits (Lehman) 7:52
8. Echoes / The Impaler (Lehman/Jeff Tain Watts) 5:12
9. Chance (Kenny Kirkland) 5:30
10. Postlude  (Craig Taborn, Steve Lehman) 0:54

## Rezeption
Das Album erhielt durchweg positive Rezensionen; Giovanni Russonello (The New York Times) und Chris Barton (Los Angeles Times) zählten es zu den zehn besten Jazzalben des Jahres 2019. Mit Lehmans klug ausbalancierten, rhythmisch überbordenden Kompositionen an den Fingerspitzen und seiner langjährigen Rhythmussektion im Rücken spielen sich diese beiden so, als ob sie immer in der Umlaufbahn des jeweils anderen wären, schrieb Giovanni Russonello.  Chris Barton ist der Ansicht, es gebe vielleicht keinen saubereren Weg, um den weitreichenden Ansatz dieses Saxophonisten zusammenzufassen, als die Auswahl der Coverversionen dieses Albums zu berücksichtigen, die Musik von Jeff „Tain“ Watts, Kurt Rosenwinkel und Autechre mit demselben Sinn für Ehrfurcht und Abenteuer behandeln. Es muss jedoch Platz für Lehmans straffen, sofort erkennbaren Klang geschaffen werden, unabhängig von seinem Ausgangsmaterial, das hier mit dem gleichgesinnten Pianisten Craig Taborn eine neue Dimension annimmt.

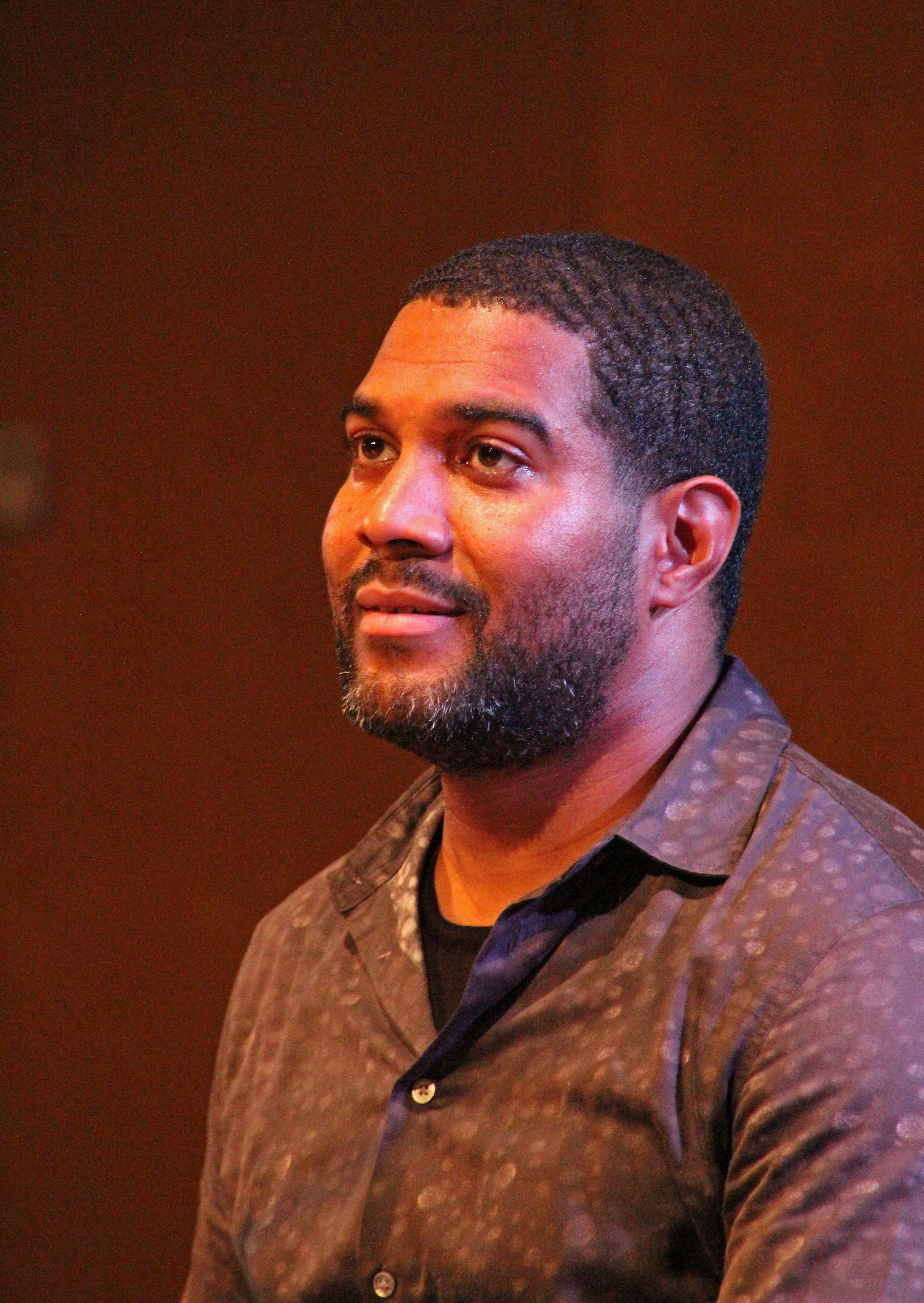
Damion Reid bei einem Auftritt des Mark Turner Quartet in Frankfurt am Main 2016

Thom Jurek vergab an das Album in Allmusic vier Sterne und meinte, Lehmans Katalog steckt voller Juwelen, die die Grundvorstellungen des modernen Jazz in Frage stellen. Bei The People I Love hinterfragt er jedoch seine eigenen Prozesse und versucht, Essenzen und neue Wege zu finden, um sich außerhalb der vorgegebenen Grenzen zu bewegen. Sein Quartett bietet hier nicht nur Unterstützung, sondern treibt die Ermittlungen immer weiter voran.
Für Hank Shteamer (Rolling Stone) ist The People I Love das herausragende Statement des Jazz-Futurismus des Jahres; Bassist Matt Brewer und Schlagzeuger Damipn Reid verschafften der Musik entscheidenden Schub. Unter der Leitung Lehmans, der mit dem ähnlich vorausschauenden Pianisten Craig Taborn zusammenarbeitet, baue das Album auf einer gebrochenen, aber äußerst funkigen rhythmischen Grammatik auf, die eindeutig der neuesten Elektronik verpflichtet ist. Den stärksten Eindruck machten Lehmans Originalkompositionen: Die schwindelerregend flinke Hochgeschwindigkeits-Interaktion, die zum Beispiel bei „Ih Calam and Ynnus“ zu finden ist, wirkt wie das Analogon aus dem 21. Jahrhundert zu der Gruppentelepathie des Miles Davis Quintett  Mitte der sechziger Jahre.
Ken Micallef (JazzTimes) lobte: „Die 14. Veröffentlichung des Altsaxophonisten Steve Lehman ist Jazz für diejenigen, die es satt haben, die Vergangenheit des Genres aufzuarbeiten und bereit sind, ‚jetzt hier zu sein‘, wie spirituelle Reisende aus den [19]60er-Jahren gern sagten. The Prople I Love ist entschieden modern.“ Während Taborn ein subtiles, starkes Fundament aufbaue, führen Lehman, Bassist Matt Brewer und Schlagzeuger Damion Reid die Musik durch zahlreiche improvisierte Fallgruben, von denen jeder aufregender sei als die andere. Alles verschmelze und fließe als lebendiger Organismus; Brewer und Reid formten die Musik mit elastischen Funkgranulaten, während Lehman über die Köpfe fliege, immer melodisch, immer auf den Punkt, immer am Scheitelpunkt.